# Georgia Ellinaki
Georgia Ellinaki (griechisch Γεωργία Ελληνάκη; * 28. Februar 1975 in Athen) ist eine ehemalige griechische Wasserballspielerin.

## Karriere
Georgia Ellinaki gewann bei den Olympischen Sommerspielen 2004 in Athen die Silbermedaille.
Vier Jahre später belegte sie mit der griechischen Mannschaft bei den Olympischen Sommerspielen in Peking den achten Rang.